# Comté de Hughes (Oklahoma)
Pour les articles homonymes, voir Comté de Hughes.
Le comté de Hughes est un comté situé dans l'État de l'Oklahoma, aux États-Unis. Le siège du comté est Holdenville. Selon le recensement de 2000, sa population est de 14 154 habitants.

## Comtés adjacents
- Comté d'Okfuskee (nord)
- Comté de McIntosh (nord-est)
- Comté de Pittsburg (est)
- Comté de Coal (sud)
- Comté de Pontotoc (sud-ouest)
- Comté de Seminole (ouest)

## Principales villes
- Atwood
- Calvin
- Dustin
- Gerty
- Holdenville
- Horntown
- Lamar
- Spaulding
- Stuart
- Wetumka
- Yeager